# Établissements Treyve-Marie
Les Établissements Treyve-Marie sont une firme d'architectes paysagers créée en France en 1881 par François-Marie Treyve. Il y a formé deux de ses fils : François, ingénieur agronome, et Joseph, paysagiste, qui s'associent, après la mort de leur père, dans la société Treyve Frères.
L'entreprise Treyve Paysages, installée à Saint-Didier-la-Forêt, est depuis 2019 l'héritière et la continuatrice de cette histoire.

## Histoire
L'origine des établissements Treyve remonte à 1845 lorsque Joseph Marie (1821-1884), venu de la région parisienne, fonde à Moulins une entreprise de création de parcs et jardins. Elle s'illustre vers 1860 quand Napoléon III lui confie l'aménagement des parcs qui bordent l'Allier à Vichy.
Le gendre de Joseph Marie, François-Marie Treyve (1847-1906), prend sa succession en 1881 et développe l'entreprise, qui reste jusqu'en 1993 la propriété de plusieurs générations de la famille Treyve. En 1993, la société est cédée à Aymar de Seroux qui la dirige jusqu'en 2014. Elle est alors reprise par le groupe Lantana Paysage. En 2019, l'entreprise est en redressement judiciaire ; une nouvelle société, Treyve Paysages, est alors créée par une partie des salariés, sous la direction de Thibaud Dumont, pour assurer la pérennité de l'entreprise.